# Laietanos
Os laietanos (em latim: laeatani; em grego antigo: λαιαιτανοί) eram um povo ibero que habitava na costa da actual província de Barcelona, entre os rios Llobregat e Tordera. Pelo interior o seu território estendia-se pelas planícies de Vallés, talvez até à actual Manresa, embora o mais provável seja que esta cidade tenha sido dos lacetanos.
As principais cidades do seu território eram Ailuron ou Lauro — a actual Mataró —, como cidade extramuros que formaria um conjunto com a cidadela e perto de Ilturo — Burriac—, Baitulon —Baetulo, a actual Badalona nas margens do rio Vaetulo, hoje Besós—, Barcinon (Barkeno), hoje Barcelona, Egara —Tarrasa— e Blanda —Blanes, perto do Larnum, hoje Tordera.
Barcinon foi fundada por volta do século VI a.C., embora depois tenha talvez sidi refundada como Barkeno pelos cartagineses. Anteriormente existiu uma cidade próxima da Montjuic, que provavelmente se chamava Laie de qual tomaram o nome.
Como outros povos iberos, construíram as suas localidades em cerros, rodeados de muralhas; as casas eram rectangulares e de pedra. Viviam da caça, pesca e agricultura e teciam lã e linho. A cerâmica era pouco desenvolvida e trabalhavam o bronze e o ferro. Armazenavam o grão em silos. Os seus vinhos eram apreciados. Um dos seus alimentos básicos era um derivado lácteo similar ao iogurte.
Ptolomeu menciona também, como situado entre Baitulon e Ailuron, o Lunarion Akrum, o «Promóntorio Lunário», provavelmente um santuário lunar.
Existem referências de moedas cunhadas com as inscrições Laiesken e Ilturo.
Os lacetanos provinham provavelmente dos laietanos.